# Claro Video
Claro Video es una plataforma de streaming que ofrece un servicio de suscripción de video bajo demanda, propiedad de América Móvil y desarrollada por DLA Inc., y que está disponible en 15 países latinoamericanos (Argentina, Paraguay, Chile, Colombia, Costa Rica, Ecuador, El Salvador, Guatemala, Honduras, México, Nicaragua, Perú, República Dominicana y Uruguay).
Al igual que cinco de sus principales competidores en la región Disney+, Paramount+, Prime Video, Netflix y HBO Max, Claro Video ofrece el primer mes de servicio de manera gratuita. En México, para clientes Telmex desde 389 pesos mexicanos, Telmex proporciona 12 meses de Claro Video, sin costo; renovables cada año continuando el servicio con Telmex.
En 2017, fue la segunda plataforma de video bajo demanda más fuerte en el mercado mexicano (por debajo de Netflix y arriba de Amazon Prime Video).

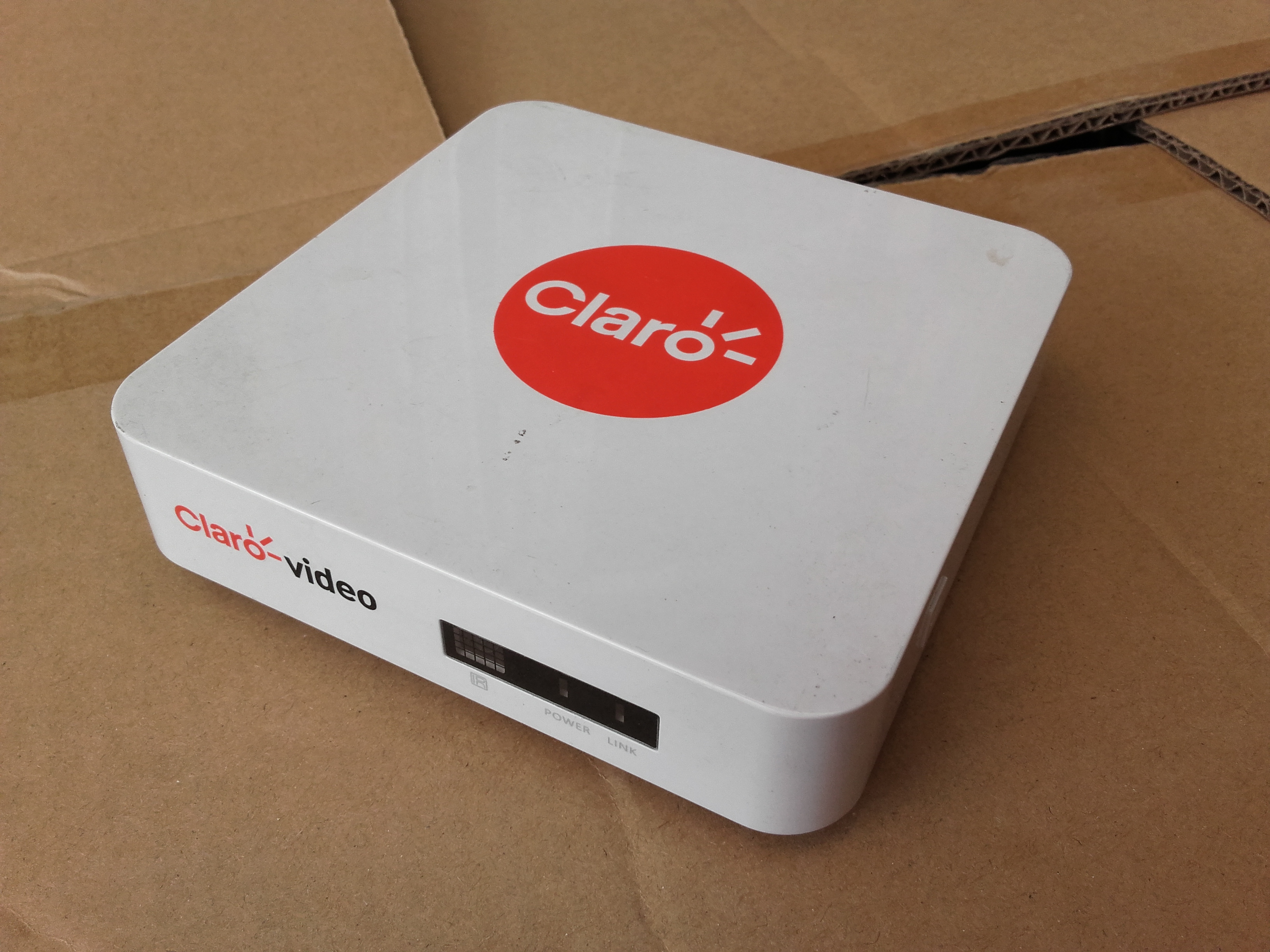
Digital media player / TV box marca Coship de Claro Video

## Disponibilidad
Los dispositivos compatibles incluyen tabletas y teléfonos inteligentes Android, iOS (incluido iPad OS) y Windows Phone, navegadores con Google Chrome, Mozilla Firefox, Internet Explorer, Microsoft Edge, Safari y Opera, computadoras con Windows y macOS, televisores y reproductores multimedia equipados con Android TV, Amazon Fire TV y Fire TV Stick, Chromecast, Apple TV, Roku, y Televisión inteligente fabricados por Samsung, Sony, LG.